# Рождество (Калининский район)
Рождество — деревня в Калининском районе Тверской области. Относится к Медновскому сельскому поселению.

## География
Расположена на правом берегу реки Шостка, в 5 км к западу от деревни Кумордино.

## История
Во второй половине XIX — начале XX века деревня Рождество относилась к Тутаньскому приходу Кумординской волости Тверского уезда Тверской губернии. В 1886 году в деревне 29 дворов, 204 жителя.
В 1997 году — 9 хозяйств, 17 жителей.

## Население
| 1886 | 1997 | 2008 | 2010 |
| ---- | ---- | ---- | ---- |
| 204  | ↘17  | ↘11  | ↘6   |